# Teach Children to Worship Satan
Albums de Dark Funeral
Vobiscum Satanas
(1998) Diabolis Interium
(2001)
Teach Children to Worship Satan est un album de reprises du groupe de Black metal suédois Dark Funeral. L'album est sorti le 27 mars 2000 sous le label No Fashion Records.
L'album est constitué de titres de groupe qui ont influencé Dark Funeral dans leur style musical.
Le titre An Apprentice of Satan est le seul titre inédit de l'album, il figuera dans la liste des titres de leur album studio suivant, Diabolis Interium.

## Musiciens
- Emperor Magus Caligula - chant, Basse
- Lord Ahriman - Guitare
- Dominion - Guitare
- Gaahnfaust - Batterie

## Liste des morceaux
1. An Apprentice of Satan - 6:05
2. The Trial (reprise de King Diamond) - 5:26
3. Dead Skin Mask (reprise de Slayer) - 4:46
4. Remember the Fallen (reprise de Sodom) - 4:15
5. Pagan Fears (reprise de Mayhem) - 6:31